# The End Is the Beginning Is the End
 Der er for få eller ingen kildehenvisninger i denne artikel, hvilket er et problem. Du kan hjælpe ved at angive troværdige kilder til de påstande, som fremføres i artiklen.

"The End Is the Beginning Is the End" er en Grammy Award-vindende sang skrevet af Billy Corgan og indspillet af Smashing Pumpkins. Det er den første single fra soundtracket til filmen Batman & Robin fra 1997. Det var bandets første single efter det succesfulde dobbeltalbum Mellon Collie and the Infinite Sadness fra 1995, og det er også den første sang, hvor Matt Walker spiller trommer i stedet for Jimmy Chamberlin, der blev fyret i 1996. 
Singlen blev udgivet i juni 1997 hos Warner Brothers og var indtil 2007 den eneste single, som bandet ikke havde fået udgivet hos Virgin Records. Udgivelsen via et andet pladeselskab var også årsagen til, at bandet ikke havde mulighed for at inkludere sangen på deres Greatest Hits-plade Rotten Apples. Singlen blev en succes særligt i Australien, hvor den fik guld for flere end 35.000 solgte eksemplarer. I Storbritannien blev den bandets andet top 10-hit efter "Tonight, Tonight" året før. 
I 1998 vandt Smashing Pumpkins prisen Best Hard Rock Performance med "The End Is the Beginning Is the End" ved den amerikanske grammyuddeling. Det var andet år i træk prisen gik til Smashing Pumpkins, efter at de havde vundet i 1997 med "Bullet with Butterfly Wings". 
Alle singlens b-sider er alternative versioner af "The End Is the Beginning Is the End", men de har fået separate titler. "The Beginning Is the End Is the Beginning", der ligeledes blev inkluderet på Batman & Robin-soundtracket, er en langsommere udgave med en anderledes tekst. Denne b-side var den mest downloadede Smashing Pumpkins-sang hos iTunes i en periode i 2008, efter at sangen havde været brugt i en trailer til filmen Watchmen, der havde kørt inden premieren til den nye Batman-film The Dark Knight. 

## B-sider
- "The Beginning Is the End Is the Beginning"
- "The Ethers Tragic"
- "The Guns of Love Disastrous"

## Live
"The End Is the Beginning Is the End" blev spillet live adskillige gange i løbet af sommeren 1997, men sangen har ikke været spillet siden. Billy Corgan forklarer, at "fans aldrig interesserede sig særligt meget" for Batman-sangene, og i forbindelse med den nyfundne popularitet for b-siden "The Beginning Is the End Is the Beginning" i sommeren 2008 håbede han på, at sangene ville få en chance til. 